# Lágrimas na chuva
Roy Batty
Lágrimas na chuva é o monólogo final do androide (replicante) Roy Batty no filme Blade Runner.

## Scripte improvisação
Momentos antes de morrer, o replicante Roy Batty disse a Deckard enquanto chovia:
| “ | \| I've seen things you people wouldn't believe. Attack ships on fire off the shoulder of Orion. I watched c-beams glitter in the dark near the Tannhäuser Gate. All those moments will be lost in time, like tears in rain. Time to die. \| Eu vi coisas que vocês não imaginariam. Naves de ataque em chamas ao largo de Órion. Eu vi raios-c brilharem na escuridão próximos ao Portal de Tannhäuser. Todos esses momentos se perderão no tempo, como lágrimas na chuva. Hora de morrer. \| | ” |
| I've seen things you people wouldn't believe. Attack ships on fire off the shoulder of Orion. I watched c-beams glitter in the dark near the Tannhäuser Gate. All those moments will be lost in time, like tears in rain. Time to die. | Eu vi coisas que vocês não imaginariam. Naves de ataque em chamas ao largo de Órion. Eu vi raios-c brilharem na escuridão próximos ao Portal de Tannhäuser. Todos esses momentos se perderão no tempo, como lágrimas na chuva. Hora de morrer. |   |

A forma final do solilóquio foi escrita por Rutger Hauer, que eliminou algumas linhas do script original e colocou all those moments will be lost in time, like tears in rain, pois as do original o parecia que não se encaixavam bem com o tom do filme.

## Crítica
Sidney Perkowitz, escritor de Hollywood Science, elogiou o discurso. "Se há um grande discurso no cinema de ficção científica são as palavras finais de Batty". Também disse que "salienta as características humanas do replicante, misturadas com suas capacidades artificiais".
Jason Vest, em Future Imperfect: Philip K. Dick at the Movies, elogiou a cena. "A interpretação certa de Hauer rouba o fôlego com sua suave evocação de lembranças, experiências e paixões que dirigiram a breve vida de Batty".

## Possíveis interpretações
Vale lembrar que o estranho monólogo do androide não consta no livro do escritor de ficção científica norte americano, Philip K. Dick. 
O livro que inspirou o filme, cujo título original era "Androides Sonham com Ovelhas Elétricas?" Não apresenta referência às Guerras de Orion, um tema da mitologia clássica e que às vezes surge na ufologia mística. O que poderia apontar para a completa falta de conhecimento da realidade em que estavam inseridos os habitantes da Terra, incluindo o próprio caçador de androides.
Outra referência que aparece neste monólogo é ao "Portal de Tannhäuser" referência provável ao tema básico do poema "Os Portais de Vênus" (http://library.flawlesslogic.com/venus.htm), atribuído a um poeta medieval do Século XIII, com o mesmo nome. O poema refere a existência de um pórtico em algum lugar da atual Alemanha, a um mundo místico, dominado por seres que vivem eternamente, ao modo das fadas, chamado Hürselloch. Pessoas que encontrassem a passagem para não envelheceriam nunca mais, o que condiz com o tema da busca da imortalidade. 
O preço a pagar pela imortalidade, segundo Tannhäuser, seria ficar à mercê do poder da rainha das fadas e condenado a uma existência um tanto monótona, razão pela qual o poeta atribui sua própria presumida fuga. O que também condiz com o final da fala do andróide que refere o fato de que "todos esses momentos se perderão no tempo, como lágrimas na chuva", o que também parece conter uma referência a Mnemósine, segundo a mitologia grega, uma titânide, filha da conjunção de Urano e de Gaia.
O próprio tema "Lágrimas na chuva" parece referir à fonte de água da caverna de Trofônio, que promovia o esquecimento aos mortais. Um tema também ligado à titânide Mnemósine, por tantas vezes invocada pelos poetas da antiga Grécia.